# John H. Dickerson
John H. Dickerson war ein liberianischer Brigadegeneral.

## Werdegang
Dickerson war Adjutant des Präsidenten William S. Tubman. Später war er Unterstaatssekretär im liberianischen Verteidigungsministerium.

## Ehrungen
- 1956: Großes Verdienstkreuz mit Stern der Bundesrepublik Deutschland